# Thalassiosiraceae
Famille
Les Thalassiosiraceae sont une famille d'algues de l'embranchement des Bacillariophyta (Diatomées), de la classe des Mediophyceae et de l’ordre des Thalassiosirales.

## Étymologie
Le nom de la famille vient du genre type Thalassiosira, de thalass-, mer, et -sir, « corde, chaine ».

## Description
Le genre type Thalassiosira  se présente sous la forme de cellules discoïdes à cylindriques, solitaires ou reliées par des fils ou valve à valve pour former des chaînes lâches ; ou en masses de mucilage.
Les plastides sont nombreux et discoïdes.
La valve est circulaire, avec une face plate et des manteaux courts tournés vers le bas ou parfois presque en forme de verre de montre.
Les aréoles sont généralement loculaires, disposées en rangées radiales, en rangées tangentielles ou en arcs ; variant en taille et en importance. Elles s'ouvrent vers l'extérieur par des foramens circulaires, parfois avec des projections en forme de doigt ; à l'intérieur, ils sont obstrués par des cribres légèrement surélevés.
Le bord du manteau valvaire est souvent côtelé et bordé de façon très proéminente.
Les fultoportules,  sont présentes dans un anneau autour du manteau valvaire s'ouvrant à l'extérieur par de courts tubes ; chez certaines espèces, des fultoportules dispersées ou groupées existent également sur la face de la valve.
La structure interne de la fultoportula varie; des tubes très courts à très longs sont entourés de 3 ou 4 contreforts.
Chaque valve a généralement une rimoportula,, qui s'ouvre vers l'extérieur à travers un tube plus grand et plus évident, situé quelque peu à l'intérieur de l'anneau marginal des fultoportulae; dans certains cas, cependant, le tube externe peut être mince et situé à proximité des fultoportules ; chez quelques espèces, une rimoportula peut apparaître au centre de la face valvaire.
L'ouverture interne de la rimoportule est généralement allongée et sessile. Le bord du manteau peut être épaissi à l'intérieur chez certaines espèces. Les copules sont nombreuses, fendues et ligulées.
La valvocopule est plus manifestement aréolée que les autres copules, avec une localisation similaire à celle de la valve et une rangée d'aréoles plus visible adjacente au manteau de la valve.
Un léger septum se produit sur la valvocopule de l’espèce Thalassiosira trifulta qui a également une ligule triradiée complexe.

## Distribution
Le genre type Thalassiosira  vit principalement dans le plancton marin.

## Liste des genres
Selon AlgaeBase (6 août 2022) :
- Bacterosira Gran, 1900
- Coenobiodiscus A.R.Loeblich, W.W.Wight & Darley, 1968
- Conticribra Stachura-Suchoples & D.M.Williams, 2009
- Coscinosira Gran, 1900
- Cymatotheca N.I.Hendey, 1958
- Detonula F.Schütt ex De Toni, 1894
- Ehrenbergia A.Witkowski, Lange-Bertalot & Metzeltin, 2000
- Ehrenbergiulva A.Witkowski, Lange-Bertalot & Metzeltin, 2004
- Livingstonia A.K.S.K.Prasad, 2011
- Lomonycus S.Komura, 1996
- Mediolabrus Yang Li, 2020
- Micropodiscus Grunow, 1885
- Microsiphona C.I.Weber, 1970
- Minidiscus Hasle, 1973
- Nephrodiscus S.Komura, 1996
- Parthaea S.Gowthaman, 1996
- Planktoniella F.Schütt, 1892
- Poloniasira I.Kaczmarska & J.M.Ehrman, 2008
- Porosira Jørgensen, 1905
- Praestephanos A.Tuji & M.Julius, 2014
- Roundia I.V.Makarova, 1994
- Shionodiscus A.J.Alverson, S.H.Kang & E.C.Theriot , 2006
- Sinerima Nesterovich & Caissie, 2018
- Stephanocyclus Skabitschevsky, 1975
- Stephanopsis Khursevich & Fedenya, 2000
- Takanoa I.V.Makarova, 1994
- Thalassiocyclus Håkansson & Mahood, 1993
- Thalassiosira Cleve, 1873  genre type

Selon Catalogue of Life (4 février 2019) :
- Bacterosira
- Conticribra
- Coscinosira
- Livingstonia
- Minidiscus
- Parthaea
- Planktoniella
- Poloniasira
- Porosira
- Praestephanos
- Roundia
- Shionodiscus
- Spicaticribra
- Stephanocyclus
- Takanoa
- Thalassiocyclus
- Thalassiosira
- Thalassiosiropsis
- Veniaminia

Selon ITIS (4 février 2019) :
- Bacterosira Gran
- Coscinosira Gran
- Microsiphona Weber
- Minidiscus Hasle
- Planktoniella Schütt
- Porosira Jørgensen
- Roundia I.V. Makarova
- Shionodiscus Alverson, Kang & Theriot
- Spicaticribra Johansen, Kociolek & Lowe
- Stephanocyclus Skabitschevsky
- Takanoa I.V. Makarova
- Thalassiocyclus Håkansson & Mahood
- Thalassiosira Cleve
- Tryblioptychus Hendey

Selon NCBI (4 février 2019) :
- Bacterosira
- Conticribra K.Stachura-Suchoples & D.M.Williams, 2009
- Detonula
- Minidiscus Hasle, 1973
- Porosira
- Roundia
- Shionodiscus A.J.Alverson, S.H.Kang & E.C.Theriot
- Thalassiosira

Selon Paleobiology Database (4 février 2019) :
- Mesodictyon

Selon World Register of Marine Species (4 février 2019) :
- Conticribra K. Stachura-Suchoples & D.M. Williams, 2009
- Coscinosira H.H. Gran, 1900
- Livingstonia A.K.S.K. Prasad in Prasad & Nienow, 2011
- Microsiphona C.I. Weber, 1970
- Minidiscus G.R. Hasle, 1973 emend Park in Park & al., 2017
- Parthaea S. Gowthaman, 1996
- Planktoniella F. Schütt, 1892
- Porosira E. Jorgensen, 1905
- Praestephanos A.Tuji & M.Julius, 2014
- Roundia Makarova, 1994
- Shionodiscus A.J. Alverson, S.H. Kang & E.C. Theriot, 2006
- Spicaticribra J. Johansen, J.P. Kociolek & R. Lowe, 2008
- Stephanocyclus A.P. Skabitschevsky, 1975
- Takanoa I.V. Makarova, 1994
- Thalassiocyclus H. Håkansson & A. Mahood, 1993
- Thalassiosira P.T. Cleve, 1873 emend. Hasle, 1973

## Systématique
Le nom correct complet (avec auteur) de ce taxon est Thalassiosiraceae M.Lebour, 1930.

## Publication originale
- Lebour, M.V. (1930). The planktonic diatoms of northern seas.  pp. [i]-ix, 1-244, pls I-IV. London: Printed for the Ray Society sold by Dulau & Co., Ltd. 32, Old Bond Street, London, W. 1.